# José de Alencar (Iguatu)
José de Alencar é um distrito do município de Iguatu, estado do Ceará. O Distrito de José de Alencar encontra-se em pleno processo de emancipação política, com data para realização de plebiscito ainda não definida  é faz divisa com os de icó ao sudeste é cedro ao sul é orós ao norte.

## História
A história da colonização do território que hoje constitui a maior parte das terras do atual Distrito de José de Alencar, teve início a partir da concessão de uma  Sesmaria, concedida pelo Capitão-mor do Ceará, Gabriel da Silva do Lago,  a Manoel de Montes e Jorge Mendes de Guimarães, em 03 de junho de 1707. Livro das Sesmarias do Ceará, Volume 4 , Sesmaria nº 228. A segunda Sesmaria foi concedida pelo capitão-Mor do Ceará, Manuel Francez, a Jorge Mendes de Guimarães.Ver: Sesmarias Cearenses : Vol.10,Sesmaria nº 34, concedida A 11 de julho de 1722.  A primeira Sesmaria possuía as dimensões de uma légua de largura(meia légua para cada lado do riacho da Serra) e três léguas de comprimento. A segunda Sesmaria localizava-se no riacho da Carnaúba, ocupando as mesmas dimensões da primeira.. O sesmeiro Jorge Mendes, alegava na solicitação que fez ao Capitão-mor, Manuel Francez, em 1722, que era morador no lugar e requeria a posse de mais terras para acomodar suas criações de gado. A Fazenda da Serra, instalada em terras da primeira Sesmaria do português Jorge Mendes: Provavelmente, o Sesmeiro nunca ocupou efetivamente todas as terras, que eram em quantidade suficiente para instalar várias fazendas de gado vacum e cavalar. Porém,  em assentos do Livro de Casamentos e Batizados, Icó-anos 1729 a 1772 folha 45, verso, lê-se: batizado a 29 de agosto de 1733,Antonio(Antonio Mendes Bezerra),filho do Capitão Jorge Mendes de Guimarães e Antonia da Maya. No mesmo livro, folha 64,verso, lê-se também: no lugar Serra de Jorge Mendes, a 21 de agosto de 1738,batizado de Luis(Luis de Macedo), filho do Capitão Thomé de Góis e Melo e Luciana da Luz Bezerra. Os ditos registros são fontes seguras que confirmam a presença do sesmeiro Jorge Mendes, no lugar, na condição de colonizador-fazendeiro. O registro em data de 1738, confirma a presença da família do Capitão Tomé de Góis e Melo e Luciana da Luz Bezerra. Outro documento esclarecedor é o Inventário dos bens do referido Capitão,falecido na Fazenda da Serra a vinte de abril de 1793.(2)ver fontes e citações. A Fazenda Carnaúba,na Ribeira do Quixelô:Entre 1756 e 1780 já havia pelo menos três famílias habitando na Fazenda Carnaúba: a família de  Matias Ferreira Lima/Ana Josefa Barbosa Nogueira, a de Constantino da Costa Nogueira/Maria Feliciana Barbosa de Oliveira,provenientes do Rio Grande  do Norte e fundadores da fazenda da Carnaúba, e também sogro/sogra de Matias Ferreira Lima e a família de Luis de Lavor Paes Barreto/Ana de Lima Oliveira, provenientes do Cabo de Santo Agostinho, PE e sogro/sogra de Antonio Manuel Alves da Silva, proveniente do Cariri de Fora, PB. Matias Ferreira Lima era filho dos pernambucanos Luis de Lavor Paes Barreto e Ana Lima de Oliveira. As famílias citadas foram, portanto, as pioneiras na colonização da região com suas fazendas de gado. A produção de Charque na Ribeira do Jaguaribe estava no auge, proporcionando fonte de renda para os Sesmeiros e suas famílias. Da Serra da Cipaúba ao sul, até abaixo da barra do riacho da Serra com o Riacho da carnaúba ao norte, era a extensão das duas Sesmarias. Do lado oeste da serra de Jorge Mendes até o lado leste da Chapada do Moura, era a extensão leste-oeste.Antônio Manuel Alves da Silva e Feliciana Barbosa  Lima de Lavor constituíram nos moldes tradicionais das típicas famílias sertanejas, numerosa família de sete filhos, herdeiros das terras remanescentes da antiga Sesmaria, distribuídas a partir de então, em faixas de terras paralelas, que partiam do riacho da serra até a Chapada do Moura. Os vestígios daquela antiga estrutura agrária ainda hoje são visíveis. Os primeiros documentos que citam a localidade de José de Alencar como Distrito de Iguatu datam da década de 1920. Inicialmente denominado José de Alencar. Conforme o decreto-lei número 448  de 20 de dezembro de 1938, passou a denominar-se simplesmente Alencar.Em divisão Na divisão territorial datada de 1 de agosto de 1955, o Distrito volta  a ser denominado José de Alencar.
A Guerra aos Índios: As Sesmarias estavam situadas em terras dos bravios índios Quixelôs, habitantes das planícies dos Riachos da Serra, da Carnaúba e dos Cachorros, região à época rica em fauna e flora. Logo transformada aos olhos dos conquistadores e novos donos em áreas propícias ao criatório de gado e à agricultura, assim, não faltaram aos colonizadores "brancos" motivos para ocupar as antigas terras indígenas. Segundo texto publicado por J.B. Perdigão de Oliveira na Revista do Instituto do Ceará,ano IV, 1890. "A expedição de 1727,comandada pelo Coronel João de Barros Braga subiu pela Ribeira do Jaguaribe e foi até os limites do Piauí, afugentando os índios, matando-os e aprisionando muitos. De tal forma que a partir daquela expedição eles não mais apareceram para atacar as povoações e fazendas" . Assim, os índios Icós, Quixelôs, Jucás e muitas outras tribos foram vítimas dessa guerra. Dessa forma, após a expedição de 1727, as terras da Sesmaria da Serra de Jorge Mendes estavam portanto disponíveis aos novos donos, assim como muitas outras áreas da Ribeira do Jaguaribe foram conquistadas e colonizadas com maior intensidade. Naquele tempo, muitos índios Quixelôs, sobreviventes e "mansos" estavam aldeados na Missão da Telha (Iguatu).
A inauguração da estação ferroviária em 1916 foi um marco importante na história de José de Alencar, pois possibilitou o escoamento da produção agrícola local, assim como, facilitou o deslocamento para a Capital Fortaleza.
Hoje o Distrito é constituído por 52 sítios e uma população de 8.220 habitantes, maior do que muitos municípios brasileiros. A emancipação é fundamental para que José de Alencar possa desenvolver todo o seu potencial, através de investimentos diretos na produção de arroz e na pecuária, e assim confirmar o seu pioneirismo no Estado do Ceará.

### Datas históricas
- 1707:  03 de junho - Manoel do Monte e Jorge Mendes de Guimarães obtiveram a primeira Sesmaria da região, na ocasião o lugar era denominado "Lagoa da serra do Quixelô", concedida pelo capitão mor do Ceará Grande, Gabriel da Silva do Lago.  Sesmaria nº 228.Livro das Sesmarias do Ceará, Volume 4 .
- 1722: 11 de julho - o português Jorge Mendes de Guimarães obteve a concessão da segunda  Sesmaria na região. As terras das Sesmarias eram contíguas e limitada de sul-norte pela Serra da Cipaúba até abaixo da barra do Riacho da Serra com o riacho da Carnaúba e de leste-oeste da serra de Jorge Mendes até o lado leste da Chapada do Moura(Sesmaria de Lourenço Gonçalves de Moura)
- 1729: 19 de setembro. Na Igreja Matriz do Icó, Ana Maria Mendes da Maia, filha do Sesmeiro Jorge Mendes Guimarães e Antônia da Maia, casou-se com Apolinário Pereira da Silva. Conforme consta o registro do termo de casamento no livro 1, de casamentos da Freguesia do Icó. Esse registro confirma a presença da família de Jorge Mendes no lugar, nessa longínqua data.
- 1772: 03 de novembro de 1772, na fazenda Carnaúba, casamento de Leandro José de Barros Martins e Feliciana Barbosa de Oliveira, filha do capitão Matias Ferreira Lima e Ana Josefa Barbosa Nogueira, moradores na dita fazenda. Leandro foi o precursor da família Martins, que deu origem à família Alves Martins da fazenda da Serra. O mesmo era natural da Vila de Aquiraz, Ceará e filho de Antonio de Barros Martins e Ana Maria de Sousa. Feliciana era neta paterna de Luis de Lavor Paes Barreto e Ana de Lima Oliveira. E neta materna de Constantino da Costa Nogueira e Feliciana Barbosa de Oliveira.
- 1780: Antonio Manuel Alves da Silva(filho do Tenente -Coronel José Alvares da Silva e Teotonia Maria, da Fazenda São Gonçalo, Cariri de Fora ou Cariri Velho, Paraíba)  casa-se no dia 10 de maio, na Fazenda da Carnaúba com Feliciana Barbosa Lima Lavor(filha de Luis de Lavor Paes Barreto e Ana de Lima Oliveira)
- 1783: faleceu na fazenda Carnaúba, Constantino da Costa Nogueira, casado com Feliciana Barbosa de Oliveira. Fundadores da Fazenda Carnaúba, adquiridas por compra aos herdeiros do sesmeiro Jorge Mendes de Guimarães
- 1793: 20 de abril. Falece na fazenda da Serra, o capitão Tomé de Góis e Melo. O capitão Tomé de Góis e Melo foi o segundo proprietário das terras da Fazenda da Serra.
- 1811: mês de abril. Faleceu na fazenda da Serra, Feliciana Barbosa Lima de Lavor, casada com o capitão Antonio Manuel Alves da Silva. As terras da fazenda foram herdadas pelos sete filhos do casal. Antonio Manuel, na ocasião, viúvo, retorna às suas terras em são João do Cariri, Paraíba, onde se casa pela segunda vez.
- 1821: em 27 de novembro,  Manuel José de Araújo e Silva obteve a Sesmaria do Sítio Aroeiras.A sesmaria requerida confrontava ao norte com as terras de Sotário Gomes de Melo, ao sul com o sitio Cachoeira, ocupado pelos herdeiros de Manuel Pereira Landim, a leste com o sitio Cabeça de Negro, ocupado por Manuel Dias Martins e a oeste novamente com o sitio Cachoeira, com o sitio Vargem Grande, ocupado por Jose Bezerra de Abreu e com o sitio Conceição, ocupado pelos herdeiros de Jose Pereira da Silva.
- 1840: Chega à Fazenda da Serra, proveniente da Paraíba, João Velho de Holanda Montenegro, pioneiro da família Holanda Montenegro, na Fazenda da Serra.
- 1853: falecimento de Florêncio Alves da Silva, filho do Capitão Antônio Manuel Alvares da Silva e Feliciana Barbosa Lima Lavor e herdeiro das terras onde veio a surgir o povoado de José de Alencar.
- 1854: João Velho de Holanda Montenegro,casado com Clemência Maria de Jesus Alves da Silva(filha de Florêncio Alves da Silva e Ana Joaquina de Carvalho),obteve da sua sogra, a viúva Ana Joaquina de Carvalho, a posse das terras do sítio Serra. João Velho de Holanda Montenegro casou-se a segunda vez com Raimunda Ferreira Lima, viúva de Francisco Bezerra Cavalcante
- 1868: 17 de outubro. Nasceu no Sítio Carnaúba, Eduardo de Lavor Paes Barreto, filho de Vicente Cunegundes de Lavor e de Belizarina de Holanda Cavalcante.
- 1873: 28 de dezembro, falecimento de Antônio Alves da Silva, filho do Capitão Antônio Manuel Alvares da Silva e Feliciana Barbosa Lima de Lavor. Antonio Alves, herdeiro na Fazenda da Serra, foi, até a data de seu falecimento, proprietário dos lugares Varzinha, Várzea de Fora, Veados (incluindo o Baixio dos Veados, que consta no inventário do capitão Antonio Ferreira Lima, falecido em 1911,casado com Raquel Maria Alves de Lavor, neta do falecido Antonio Alves), Antonio Alves era tambem proprietário dos lugares, Estrada, Caraúbas(incluindo os lugares Garrafão e Açude do Governo), Junco, Cajás, Catolé, Barbatana, Vertentes, Logradouro, Atoleiro, Croatá, Córrego, Gado Bravo(vendida pelos herdeiros de seu filho, Gregório Alves de Assis, à família de João Alves de Matos) . Havia também partes de Terras nos Sítios Carnaúba e Malhada Limpa.Fonte: Livro de Registro de Terras da Freguesia da Telha(Iguatu, Ceará). 1851-1853.Pároco Luis Vasconcelos de Drumond
- 1890 O intendente de Iguatu, Coronel Celso Ferreira Lima Verde,Inaugura o Açude do Governo, que torna-se o primeiro açude público de Iguatu.
- 1900 : 06 de setembro - a Fazenda Pátio, do delegado de Iguatu, Capitão Antônio Ferreira Lima, é atacada sem sucesso, por José Dantas e seus cangaceiros.
- 1909: 04 de agosto. Faleceu no sítio Serra, João Velho de Holanda Montenegro, casado que foi com Raimunda Ferreira Lima.
- 1911: 12 de Novembro, faleceu o Capitão Antônio Ferreira Lima, homem influente na sociedade Iguatuense, delegado de polícia na administração do Intendente, acciolysta, Coronel Belizário Cícero Alexandrino.
- 1915: 16 de fevereiro- Eduardo de Lavor Paes Barreto, natural da Carnaúba, é nomeado o segundo prefeito de Iguatu. Eduardo Lavor era filho de Vicente Cunegundes de Lavor e Belizarina de Holanda Cavalcante.
- 1916 : 30 de março - inauguração da Estação Ferroviária, seis anos após a inauguração da estação de Iguatu. Estiveram presentes a essa inauguração os engenheiros da Estrada, representantes das autoridades federais e estaduais, os deputados Thomás Rodrigues, Ildefonso Albano  Álvaro Fernandes.
- 1916: o farmacêutico Júlio Holanda Lima Verde, instala a sua farmácia, cujo funcionamento permanece até o ano de 1942.
- 1918: por iniciativa de Raquel Ferreira Lima, filha de Francisco Bezerra Cavalcante e Raimunda Ferreira Lima, teve início a construção da antiga capela dedicada a São Sebastião,(Raquel era irmã do Capitão Antônio Ferreira Lima e casada com Pedro de Holanda Montenegro) era avó materna de Dr José Holanda Montenegro.
- 1922: inaugurado e aberto ao tráfego o ramal ferroviário que fazia a ligação da estação ferroviária do Distrito de José de Alencar com a Vila de Orós.
- 1927: 26 de dezembro -  A questão dos "Brozogós", envolvendo Luis Alves Martins(Luis Brozogó) e (Ladislau Alves Martins (Ladislau Brozogó) e outros. O combate se deu próximo á Cruz de Pedras contra os Felizardos e os Araújos da Tatajuba. Dos oito envolvidos, resultaram quatro mortes e quatro gravemente feridos.
- 1936: Matias Djanira de Lavor é eleito vereador exercendo sucessivos mandatos até o ano de 1954, ocupou também o cargo de presidente da Câmara Municipal de Iguatu
- 1942 : Inauguração da nova Igreja de São Sebastião, em missa celebrada pelo padre Francisco de Holanda Montenegro.
- 1955 : 03 de outubro - dia da eleição, Azor Gomes de Araújo,assassina a tiros, o presidente da Câmara Municipal de Iguatu, Antônio Holanda Lavor.
- 1956: 23 de janeiro. Faleceu  Francisco Holanda Montenegro, filho de Pedro Holanda Montenegro e Raquel Ferreira Lima. Francisco Holanda Montenegro era líder político e ex prefeito de Jucás, Ceará.
- 1958: Dr.José Holanda Montenegro é eleito vereador,assumindo durante o mandato o cargo de secretário da Câmara Municipal de Iguatu.
- 1961: 11 de janeiro - inaugurada pelo então Presidente da República Juscelino Kubitschek de Oliveira, a barragem do Açude Orós, cuja represa veio a alagar muitos sítios e fazendas do Distrito de José de Alencar. Porém, hoje é a maior fonte de riqueza do Distrito.
- 1962: 03 de outubro, Solário Ferreira Lima é eleito vereador para a Câmara Municipal de Iguatu, pelo PTB, permanecendo no cargo até 1966,sendo o único vereador a residir no distrito.
- 1968: 15 de maio - desativado o ramal da Estrada de Ferro que fazia a ligação do Distrito de José de Alencar com a cidade de Orós.
- 1968: 01 de setembro- inauguração da Maternidade Santana Montenegro. Iniciativa do médico Dr. José Holanda Montenegro.
- 1976: 15 de novembro - Francisco Pedro Alves Neto(Chico Neto)é eleito vereador para a Câmara Municipal de Iguatu, exercendo o mandato até dezembro de 1992.
- 1979: lamentável demolição do prédio histórico da antiga Estação Ferroviária.
- 1982: Manoel Airton de Lavor é eleito vereador ,permanecendo no cargo até dezembro de 2004,ocupou o cargo de presidente da Câmara Municipal de Iguatu.
- 1982: inauguração do sistema de abastecimento de água, na administração do então prefeito Elmo Moreno.
- 1990: 19 de março - falece José Ferreira Maciel, aos 49 anos de idade. Agropecuarista, atuante no Sítio Várzea de Fora.
- 1992: 16 de Abril - falece o líder político e ex-vereador Matias Djanira de Lavor.
- 1994: 13 de março - faleceu Solário Ferreira Lima, aos 84 anos de idade. Agropecuarista e comerciante durante 50 anos. Com grande destaque para o comércio de algodão.
- 1996: 21 de novembro - falece a professora Maria Guedes Holanda. Foi professora por mais de trinta anos na Vila de Alencar e no Sítio Carnaúba. Era filha de Sadoc Holanda Lima Verde e Maria Pacífico Guedes.
- 1998: 03 de outubro - o ex-prefeito Francisco Marcelo Sobreira é eleito Deputado Estadual.
- 2002: 11 de janeiro, comemoração de 60 anos da Igreja de São Sebastião, em missa celebrada pelo Monsenhor Francisco de Holanda Montenegro e padre José Marques.
- 2004: 24 de setembro - faleceu Dr. José Holanda Montenegro aos 81 anos de idade. Dr.Montenegro destacou-se incansavelmente pela prestação de serviços de saúde à população de Alencar.
- 2004: 03 de outubro Ednaldo de Lavor Couras é eleito vereador para a Câmara Municipal de Iguatu, reeleito em 2008 e assume a Presidência da mesma Casa Legislativa.
- 2009 : 25 de julho, o Bispo Diocesano de Iguatu, D. João José Costa, celebra pela primeira vez na Igreja de Nossa Senhora dos Remédios, na Vila Estrada.
- 2013 : 10 de dezembro, falece em Fortaleza o ex vereador Francisco Pedro Alves Neto(Chico Neto) exerceu o mandato de janeiro de 1977 a dezembro de 2004.
- 2016: 02 de outubro. Ednaldo Lavor e Marcos Rodrigues Sobreira são eleitos prefeito e vice prefeito de Iguatu
- 2017: 25 de março de 2017, falece no Hospital Regional de Iguatu Francisco Alves de Oliveira (Françuar), fundador da primeira Associação das Mulheres Artesã do distrito de José de Alencar, membro fundador da Associação Comunitária do Distrito de José de Alencar.

Famílias Tradicionais
- Góis e Melo, proveniente de Portugal. Com descendentes no lugar Conceição dos Vicente
- Mendes Guimarães, proveniente de Portugal. Família com pouca descendência no lugar
- Costa Nogueira, proveniente do Rio Grande do Norte. Este sobrenome desapareceu entre os descendentes de Constantino da Costa Nogueira e de Luis de Lavor Paes Barreto
- Lavor Paes Barreto, proveniente de Pernambuco
- Lopes de Oliveira, proveniente de Portugal
- Álvares da Silva(Alves da Silva), proveniente da Paraíba
- Ferreira Lima, proveniente de Braga, Portugal
- Holanda Lima Verde, sobrenome originário no lugar Carnaúba. Proveniente dos Holanda e Ferreira Lima Verde
- Holanda Montenegro, proveniente da Paraíba
- Holanda Cavalcante, proveniente de São Mateus(Jucás, Ceará)
- Barros Martins(Alves Martins), de Aquiraz, Ceará
- Araújo e Silva, proveniente de Pernambuco
- Barbosa de Lucena, proveniente da Paraíba
- Bezerra Cavalcante, proveniente de São Mateus(Jucás), Ceará
- Gomes de Melo, proveniente de Alagoas

## Economia
A região, principalmente a partir da segunda metade do século XVIII, passou pela consolidação da pecuária extensiva como base econômica comercial, por situar-se ao lado da "Estrada das Boiadas" ou "Estrada dos Inhamuns", o que facilitava o deslocamento de parte das boiadas do criatório local para as feiras de gado do Icó ou para abastecer as charqueadas próximas à cidade do Aracati. Por bastante tempo houve um maior intercâmbio comercial com Aracati(até 1850, ainda era o principal centro urbano do Ceará) do que mesmo com a capital - Fortaleza. No entanto, com o advento da Estrada de Ferro, a partir de 1910 (Iguatu) e 1916 (José de Alencar) esse intercâmbio direciona-se mais para Fortaleza e o Cariri.

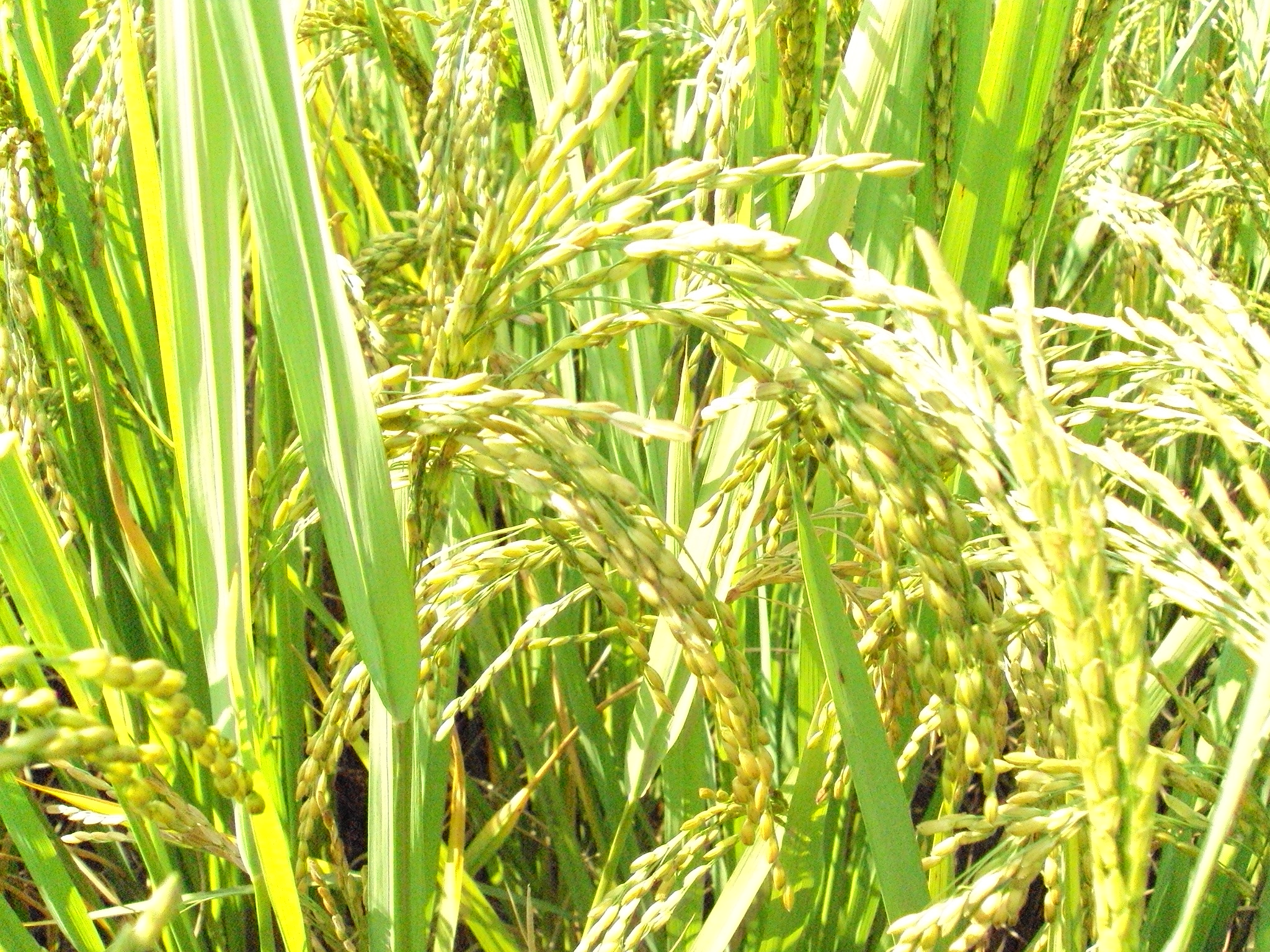
Arrozal semi-maduro

A Cultura do Algodão: A partir do final do século XVIII, a cotonicultura no Ceará recebe um grande impulso, pois o algodão torna-se um produto de exportação em larga escala. Os campos de Algodão são cultivados então em áreas desmatadas para tal fim. O algodão, consorciado com a pecuária torna-se fonte de renda mais estável, apesar dos constantes prejuízos ocasionados pelas frequentes secas na região. Tendo parte do seu território cortado pelo Rio Jaguaribe, perenizado pelas águas do Açude Orós, o Distrito de José de Alencar possui economia baseada na agropecuária. O Distrito vivenciou grande crescimento econômico com a cultura algodoeira nas décadas de 60 e 70 do século passado.
 A Cultura do Arroz: As terras de aluvião,à margem direita do rio Jaguaribe,banhadas pelos riachos(Carnaúba,Serra e Cachorros) seus afluentes locais ,representam áreas potencialmente irrigáveis para a cultura do arroz.No entanto,mesmo com a inauguração do Açude de Orós em 1961,não existe sistema de irrigação adequado para aumentar a produtividade e diminuir os custos da produção.Há muito desperdício de àgua pelos canais de terra e consumo de energia para o bombeamento da água.Mesmo assim,       atualmente, o arroz irrigado é o principal produto agrícola produzido no Distrito.

## Educação
A sede do Distrito conta com uma Escola de Ensino Médio, contemplada com o Programa de Inclusão Digital do Governo Federal. Várias outras escolas menores de Ensino Fundamental estão distribuídas pela zona rural do Distrito.